# Mastophora holmbergi
Mastophora holmbergi är en spindelart som beskrevs av Canals 1931. Mastophora holmbergi ingår i släktet Mastophora och familjen hjulspindlar. Inga underarter finns listade i Catalogue of Life.